# Olof Erland Rogberg
Olof Erland Rogberg, född den 19 januari 1787 i Fröderyds socken, Jönköpings län, död den 22 januari 1863 i Nyköping, var en svensk präst. Han var sonson till Samuel Rogberg, bror till Carl Georg Rogberg och far till Christina Rogberg.
Rogberg blev student vid Uppsala universitet 1804, filosofie magister 1812 och kirurgie magister 1818. Han prästvigdes 1812, blev amanuens vid Stockholms stads konsistorium 1815, extra ordinarie hovpredikant 1821 och notarie i Stockholms stads konsistorium samma år. Rogberg var notarie hos prästeståndet under riksdagen 1823, sekreterare i kommittén för granskning av kyrkolagen 1825 och prästeståndets sekreterare under riksdagen 1828. Han blev notarie i Hovkonsistorium samma år, ordinarie hovpredikant 1829 och teologie doktor 1830. Rogberg var kyrkoherde i Nyköpings västra församling från 1831 och kontraktsprost från 1849.